# Танг (гевог)
 Танг — гевог (села) дзонгхагу Бумтанг, Бутан.